# Xavier Dupré i Raventós
Xavier Dupré i Raventós (Barcelona, 1 de juliol de 1956-Roma, 20 d'abril de 2006) va ser un arqueòleg i historiador clàssic català. És conegut pel seu paper com a promotor del Taller-Escola d’Arqueologia de Tarragona (TED’A) i pel de director de les excavacions de la ciutat romana de Túsculum (Laci, Itàlia). Va ser el primer arqueòleg territorial de la Generalitat de Catalunya a Tarragona i va ocupar el càrrec de vicedirector de l'Escola Espanyola d'Història i Arqueologia de Roma.

## Biografia

### Formació
Xavier Dupré va mostrar interès pel món de l’arqueologia des de molt jove. Mentre estudiava el batxillerat a l’Institut Joanot Martorell de Barcelona va participar en les excavacions que Eduard Ripoll estava dirigint al jaciment d'Empúries. Posteriorment va estudiar Prehistòria, Història Antiga i Arqueologia a la Universitat de Barcelona, on va llicenciar-se l’any 1979. L’any següent va traslladar-se a Roma gràcies a la beca que la Comissió Mixta Hispano-Italiana li havia concedit per estudiar a la Universitat de Roma La Sapienza. L’any 1981 va acabar la seva tesi de llicenciatura sobre les terracotes arquitectòniques del santuari de Juno de Gabii (Laci, Itàlia), dirigida per Miquel Taradell.

### Etapa a Tarragona
A finals de 1981, Dupré va traslladar-se a Tarragona a conseqüència d’haver guanyat la plaça d’arqueòleg territorial del Servei d’Arqueologia del Departament de Cultura, creat un any abans per la Generalitat de Catalunya restaurada. Des de la capital del Tarragonès va impulsar diversos projectes d’investigació i recuperació del patrimoni arqueològic de Tàrraco, entre els quals destaquen els treballs fets al circ i al fòrum provincial.
El desembre de 1986 assumí la direcció del Taller-Escola d’Arqueologia (TED’A) per iniciativa de l’alcalde Josep Maria Recasens i Comes, emmarcat dins del Programa d’Escoles Tallers i Cases d’Oficis que impulsava el Ministeri de Treball i el Fons Social Europeu. Durant la breu existència del Taller-Escola, de 1986 fins a 1990, es va aconseguir posar Tarragona com a punt de referència de l’arqueologia urbana a Catalunya així com al conjunt d'Espanya.
Des del TED’A va treballar amb tres objectius principals. El primer era el de formar especialistes que poguessin actuar sobre el patrimoni arqueològic de Tàrraco des d’un punt de vista pràctic mentre es trobessin en formació. El segon objectiu van ser els treballs fets a l'amfiteatre i a la capçalera del circ romà per tal que gaudissin d’un bon estat de conservació. El tercer, de caràcter més generalista, fou el d’animar tota la població tarragonina a participar del món arqueològic per mitjà de la difusió social i acadèmica, un fet que fes de Tarragona un referent en l’arqueologia.

### Etapa a Roma i Túsculum
Arran de la clausura del TED’A, Dupré i Raventós va incorporar-se a l’Escola Espanyola d'Història i Arqueologia a Roma, la institució on estaria fins a la seva mort l’any 2006. Entre els anys 1991 i 1992 va formar-ne part com a becari predoctoral. Tot i el canvi de localització, va seguir estudiant el passat romà de Tarragona per mitjà de la seva tesi Descripció, anàlisi i estudi comparatiu de l'Arc de Berà, acabada el 1992 i premiada amb el XII Premi Josep Puig i Cadafalch de l’Institut d’Estudis Catalans. En relació amb Tarragona, va participar en l’organització del XIII Congrés Internacional d’Arqueologia Clàssica, celebrat a la ciutat l’any 1993 per l’AIAC, l'Associació Internacional d’Arqueologia Clàssica.

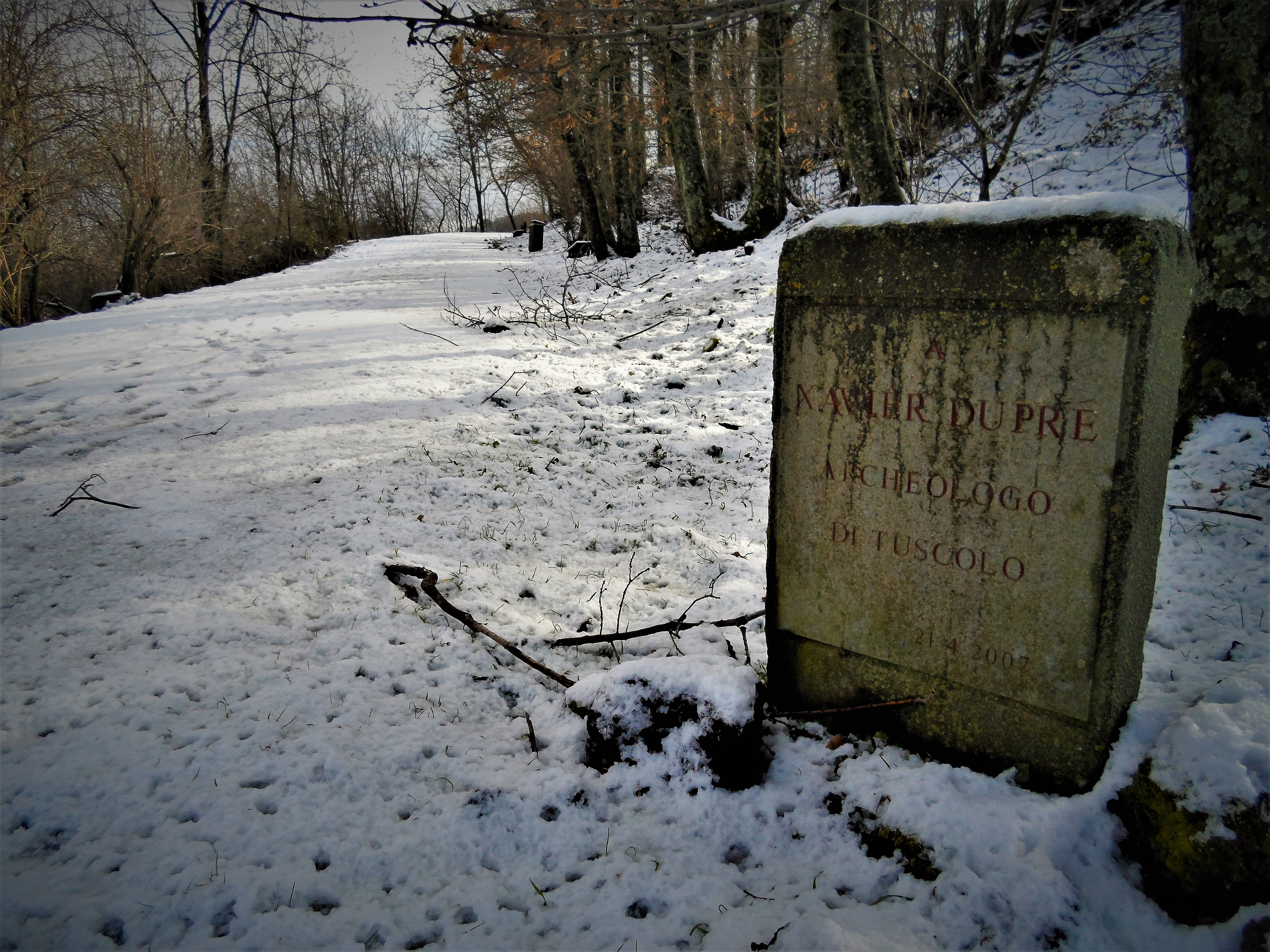
Làpida dedicada a Xavier Dupré al camí cap al jaciment de Tusculum

Després d’acabar la tesi doctoral, Dupré va seguir a l’EEHAR com a becari postdoctoral i científic titular fins al 1995, quan va ser nomenat vicedirector de la institució. La seva feina des de l’Escola va centrar-se en la investigació i difusió científica de la ciutat antiga de Túsculum, al Laci. Allà es van fer campanyes d’excavació importants a sectors com el teatre, les muralles o el fòrum. Les excavacions de Túsculum, que Dupré dirigia, van comptar amb la participació de nombrosos cercles universitaris tant d'Itàlia com d’Espanya, un fet que va convertir el jaciment en un punt d’intercanvi científic de referència. Amb l’objectiu de fer difusió dels treballs a Túsculum, Dupré va engegar la publicació dels informes arqueològics de cada campanya dins de la Serie Arqueológica de l’EEHAR, així com una sèrie de monografies sobre la ciutat del Laci dins de la Bibliotheca Italica. Tanmateix, el 20 d’abril de 2006, Xavier Dupré va morir a Roma després d’una llarga malaltia. Un any després de la mort, les seves cendres foren escampades al teatre romà de Túsculum. Darrere seu, Dupré deixava una nombrosa producció científica i un model arqueològic de referència, tant a Tàrraco com a Túsculum.

## Llegat i homenatges

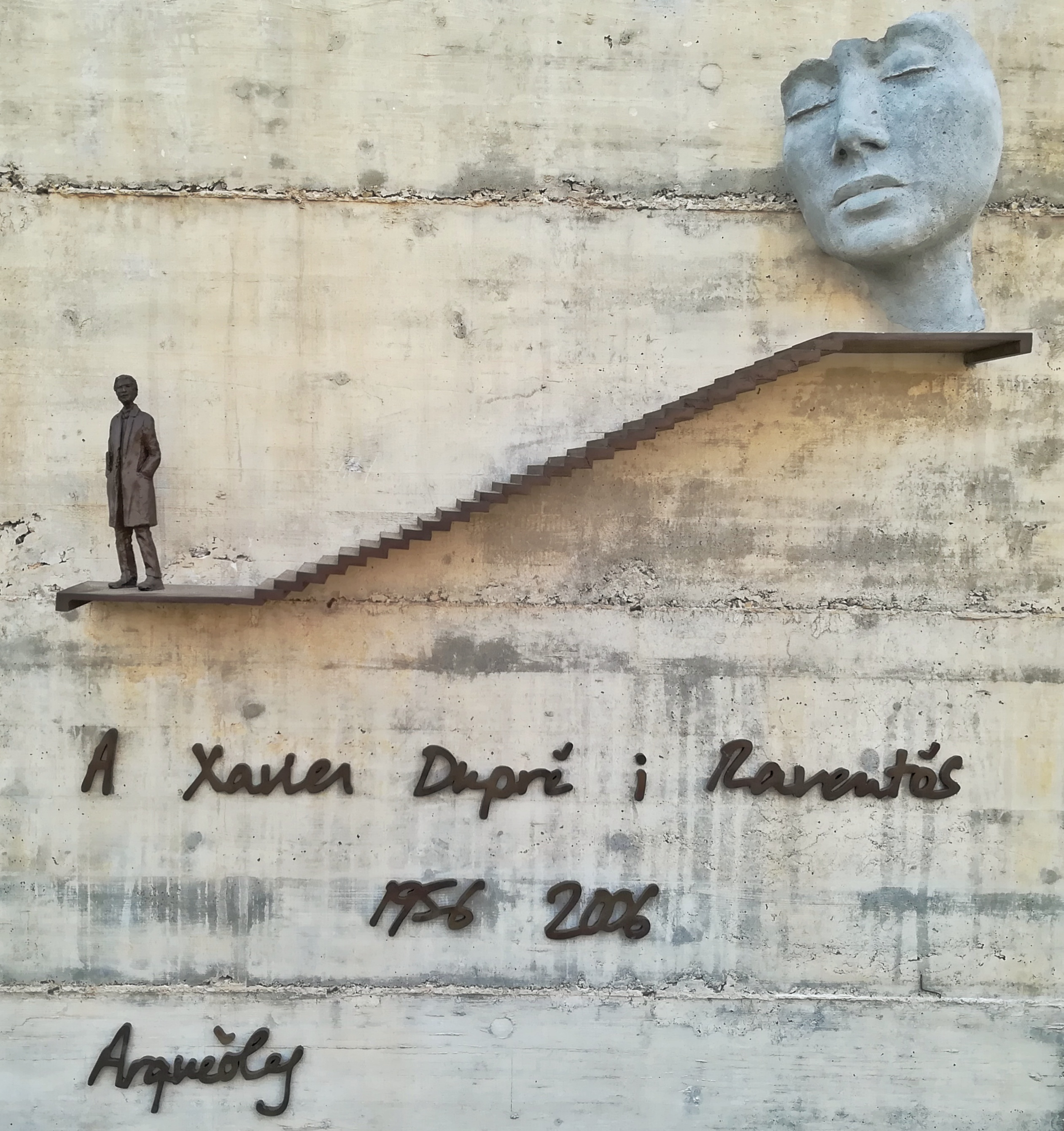
Monument a Xavier Dupré i Raventós a l'arena del Circ romà de Tarragona, obra de Béatrice Bizot

La mort prematura de Dupré va commoure el món de l’arqueologia clàssica i les diverses institucions de què l’arqueòleg era membre: Comitè Internacional de Gestió del Patrimoni Arqueològic, l'Institut Arqueològic Alemany o la Reial Acadèmia de la Història, entre d'altres.
Arran de la seva mort se li van organitzar diversos homenatges des de les institucions on havia col·laborat: l’Institut d’Estudis Catalans, el Consell Superior d'Investigacions Científiques, o la seva Escola Espanyola. La Universitat de Roma La Sapienza va posar el seu nom a unes Jornades d’Estudis arqueològics. També va rebre reconeixements per part dels dos jaciments on havia desenvolupat la seva principal tasca: Tàrraco i Túsculum. En aquest darrer jaciment se li va erigir el 2007 un monument al seu record i a Tarragona se li va concedir el Diploma al Mèrit Cultural de la Ciutat, així com dedicar a la seva memòria el III Congrés Internacional d’Arqueologia i Món Antic del 2016. Finalment, el 2018 es va inaugurar una escultura de l’artista italiana Béatrice Bizot en el seu honor a l’arena del circ de Tàrraco, un dels jaciments de més rellevància on havia treballat durant la seva vida i se li va dedicar el parc arqueològic situat entre el carrer de Francesc Bastos i l'avinguda del Cardenal Vidal i Barraquer.

## Obres destacades
Xavier Dupré va publicar prop de cent quaranta articles en revistes especialitzades i va col·laborar en una seixantena de treballs col·lectius.
- Descripció, anàlisi i estudi comparatiu de l'Arc de Berà (Roda de Berà, Tarragonès).  Barcelona: Publicacions Universitat de Barcelona, 1993. ISBN 8447502597.

- X. Dupré, M. J. Massó, M. Ll. Palanques, P. Verduchi, El Circ Romà de Tarragona, I. Les Voltes de Sant Ermenegild, Excavacions Arqueològiques a Catalunya 8, Barcelona 1988.ISBN 9788439308751
- X. Dupré, X. Aquilué, P. Mateos, J. Nuñez, J. A. Santos, Excavaciones arqueológicas en Tusculum. Informe de la campaña de 1996, Serie Arqueológica 3, Escuela Española de Historia y Arqueología en Roma-CSIC, Roma 1998. ISBN 84-00-07729-6
- X. Dupré, (ed.), Las capitales provinciales de Hispania, vol. 1. Córdoba-Colonia Patricia Córduba; vol. 2. Mérida-Colonia Augusta Emerita; vol. 3. Tarragona-Colonia Iulia Urbs Triumphalis Tarraco, L’Erma di Brestchneider, Roma 2004. ISBN 9788882652715